# سو کاتاوکا
سو کاتاوکا (ژاپنی: 片岡 爽؛ زادهٔ ۲۰ آوریل ۱۹۹۲) یک بازیکن فوتبال اهل ژاپن است.
از باشگاه‌هایی که در آن بازی کرده‌است می‌توان به باشگاه فوتبال ایماباری و باشگاه فوتبال فوجی‌ئدا اشاره کرد.